# Borá
Borá es un municipio brasilero del estado de São Paulo. Su población estimada en 2010 es de 852 habitantes y fue considerada, en el último censo de 2001, como el menor municipio brasilero en número de habitantes.
Con actuales 837 habitantes, Borá es el municipio menos poblado del país.

## Historia
El nombre Borá viene de una abeja, que a inicio del siglo XX, proliferaba en la región. El municipio fue creado en 1964, separado de Paraguaçu Paulista.

## Geografía

### Demografía
Datos del Censo - 2000
Mortalidad infantil hasta 1 año (por mil): 8,19
Expectativa de vida (años): 75,97
Tasa de fertilidad (hijos por mujer): 2,30
Tasa de Alfabetización: 88,91%
Índice de Desarrollo Humano (IDH-M): 0,794
- IDH-M Salario: 0,686
- IDH-M Longevidad: 0,850
- IDH-M Educación: 0,845

(Fuente: IPEAFecha)

### Hidrografía
- Río del Pescado

### Carreteras
- SP-284
- SP-421

## Religión
El Cristianismo está presente en la ciudad de la siguiente manera:

### Iglesia Católica
La iglesia católica del municipio forma parte de la Diócesis de Assis.

### Iglesia Protestante
En la ciudad están presentes las más diversas creencias evangélicas, principalmente pentecostales, incluidas las Asambleas de Dios de Brasil (la iglesia evangélica más grande del país), Congregación Cristiana, entre otras. Estas denominaciones están creciendo cada vez más en todo Brasil.